# 艾玛·沃森
愛瑪·夏洛特·杜麗·屈臣（1990年4月15日—），英國女演員、模特兒、導演、社會活動家。她因大片和獨立電影中的角色以及其女權工作而聞名，並獲得了一系列榮譽，包括《青年藝術家獎》及《MTV影視大獎》三個獎項。屈臣曾被《福布斯》和《名利場》評為全球收入最高的女演員之一，並於2015年被《時代雜誌》評為全球最具影響力的100人之一。
生於巴黎的屈臣，在英格蘭牛津郡長大，她兒時曾就讀於龍學校並在驛馬戲劇藝術學校的牛津分部接受表演培訓課程。她於10歲時因演出《哈利波特系列電影》中的妙麗·格蘭傑的角色而一举成名，此前她只在學校戲劇中演出過，並在2001至2011年上映的八輯《哈利波特》系列電影中演出，使她成為全球知名女演員。在演出《哈利波特》系列電影期間，屈臣還演出了2007年根據小說《芭蕾舞鞋》的改編電影，並為2008年的電影《大耳仔走天涯》配音。
在《哈利波特》的最後一部電影之後，屈臣於2011年電影《情迷夢露7天》中擔任配角，後來她於2012年的電影《少年自讀日記》中飾演一個輕浮、自由奔放的學生珊（Sam），並獲得了重大的成功。她隨之而來的讚譽來自於蘇菲亞·哥普拉的2013年電影《閃閃靚賊》中飾演阿歷克西斯·內爾斯，以及於達倫·艾朗夫斯基的聖經史詩電影《挪亞：滅世啟示》中演譯主角的養女。同年，屈臣獲《英國電影和電視藝術學院獎》授予「年度英國藝人」。其後，屈臣還在2017年的音樂浪漫幻想真人版電影《美女與野獸》中飾演貝兒一角，該電影躋身有史以來票房最高的電影之列，她還在姬蒂·嘉域的2019年成長劇《小婦人》中飾演梅格（Meg）一角。
從2011年至2014年間，屈臣把她的時間分配給繼續其學業與從事電影工作，她於2014年5月畢業於布朗大學的英語文學學士學位。該年，她被任命為聯合國婦女署的親善大使，並幫助發起倡導性別平等的聯合國婦女運動《HeForShe》，呼籲男性同胞倡導性別平等。2018年，她作為創始成員的身分推出了英國Time's Up運動。屈臣於2019年被任命為G7婦女權利諮詢機構的成員，就外交政策問題與領導人進行磋商。除了電影的工作外，她還涉足模特兒事業，包括為博柏利（Burberry）和蘭蔻（Lancôme）廣告活動上亮相，她也借出自己名字給公平貿易及可持續時尚品牌People Tree，作為他們設計的一個服裝產品線。2020年，她以可持續時尚倡導者的身份加入了奢華品牌集團—開雲集團的董事會。

## 早年生活及教育
愛瑪·夏洛特·杜麗·屈臣在1990年4月15日生於法國巴黎，其父親克里斯·屈臣（Emma Charlotte Duerre Watson）與母親積琪蓮·盧斯比（Jacqueline Luesby）都是英國律師，屈臣於五歲前居住在鄰近巴黎的邁松拉菲特。她的父母在她五岁的時候就離婚了，而屈臣搬到英國跟她在牛津郡的母親一起生活，而她會到父親位於倫敦的家度過週末。屈臣表示她會說一些法語，儘管「已不如以往說得那麼好」。屈臣跟她的母親和弟弟一起搬到牛津後，她就讀於龍學校直至2003年。她從六歲起就希望成為一名演員，並於驛馬車戲劇藝術的牛津分校接受培訓，那是一所非全日制劇場藝術學校，她在那裡學習唱歌、舞蹈和演戲。
到了10歲，屈臣經已在驛馬車戲劇藝術學校製作的校園舞台戲裡演出，包括《亞瑟：年輕的歲月（Arthur: The Young Years）》和《快樂王子（The Happy Prince）》，然而她在演出《哈利波特》系列之前從未有任何專業演出經驗。從龍學校畢業後，屈臣升讀至海丁頓學校。在《哈利波特》系列電影拍攝期間，她跟伙伴們每天接受長達五個小時的學習輔導。
2006年6月，屈臣參與GCSE的10個科目考試並取得8科*和兩科的佳績。2007年5月，她於GCE A-Level中選修了英語、地理、藝術和藝術史的科目。隨後一年，她放棄了藝術史這學科，轉而攻讀三個高級程度證書課程，每個學科均取得級的成績。屈臣於完成中學後度過了一年的空檔年，以於2009年2月開始拍攝《哈利波特－死神的聖物1》及《哈利波特－死神的聖物2》，但她斷言自己打算繼續其學業，後來獲確認她選擇了位於普洛威頓斯的布朗大學以繼續學業。2011年3月，屈臣於大學經過18個月的學習 後，由於她在2011-12學年參加了牛津大學窩士打學院的參觀學生計劃的一部分，因此她宣布自己把課程推遲「一兩個學期」。在2014年的《艾倫·狄珍妮騷》的訪談中，屈臣在畢業前指自己由於演出工作而「最終有整整兩個學期的休假」，讓她的四年學位課程需時五年才完成。」
2014年5月25日，屈臣畢業於布朗大學，並獲得英國文學的文學學士學位。

## 演藝事業

### 1999-2009年：《哈利波特》的成功與世界認可
1999年，一部根據英國作家J·K·羅琳的暢銷小說《哈利波特－神秘的魔法石》的同名改編電影正在進行選角的階段，屈臣獲選角經紀人透過牛津的戲劇導師找到她，而屈臣的自信讓監製對她留下了深刻的印象。經過八次試鏡，監製大衛·海曼告訴屈臣與其他角色候選人丹尼爾·域卡夫及魯拔·格連特，指他們分別獲選為飾演妙麗·格蘭傑、哈利·波特和榮恩·衛斯理的角色。羅琳從屈臣的首輪試鏡就表示支持她。2001年上映的《哈利波特：神秘的魔法石》是屈臣的銀幕處女作。這部電影不但打破了首映當日和首映週末的票房記錄，還成為2001年票房最高的電影。影評人稱讚三位主角的演出，有多份評論更特別讚揚屈臣，《每日電訊報》稱她的演出是「值得讚揚的」，而《IGN》的網站指她「搶盡風頭」。屈臣因在該電影的表現而獲得五個獎項的提名，並獲得《青年藝術家獎》的「最佳青年女演員獎」。一年後，屈臣於該系列的第二輯電影《哈利波特：消失的密室》中再次飾演妙麗一角。幾位主演的表現再次赢得影評人的稱讚，《洛杉磯時報》指屈臣與兩位跟她合作的演員在電影之間步向成熟。相比之下，該電影的導演基斯·哥倫布則被《泰晤士報》批評他對屈臣這個廣受歡迎的角色「沒有充分發揮」。屈臣也因其表現而獲得德國雜誌《喝彩 (雜誌)》所頒發的奧托獎（Otto Award）。
2004年，《哈利波特：阿茲卡班的逃犯》上映，屈臣獲欣賞妙麗那更具自信的角色，稱她「魅力十足」和「扮演著一個夢幻般的角色」。多位影評人都稱讚屈臣的表現，並對她頗有好評；《紐約時報》的安東尼·奧利弗·史葛評論道：「幸運的是，域卡夫先生那「呆若木雞」而平淡乏味的演出被屈臣女士所詮釋的那種尖銳不耐煩的急躁性格所抵消，讓域卡夫那平平無奇的演出變得不那麼讓人難以忍受。哈利可能會炫耀其不斷擴大的巫師技能......但是妙麗......以毫無魔法的一拳打在活該受罪的跩哥·馬份鼻子上，那應得的一拳贏得最響亮的掌聲。」儘管事實證明《阿茲卡班的逃犯》是整個《哈利波特》電影系列中票房最低的一齣電影，然而屈臣的個人表現還是讓她贏得兩項奧托獎（Otto Award），以及《Total Film雜誌》頒發的年度最佳兒童表演獎的肯定。

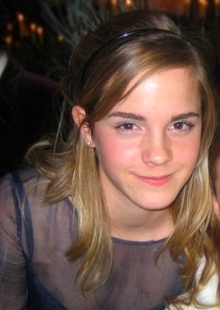
2005年11月，屈臣出席《哈利波特：火盃的考驗》的電影首映禮。

憑著2005年的《哈利波特：火盃的考驗》，屈臣與《哈利波特》電影系列都達到了一個新的里程碑。這部電影創下了《哈利波特》電影的首映周末和英國開畫周末的記錄，還打破美國在5月以外電影上映首周的周末票房紀錄。影評人稱讚屈臣跟她的兩位少年聯合主演日益成熟的演出表現，《紐約時報》稱她的表現「感人至深」，而《衛報》的彼得·布拉德肖寫道：「屈臣的勇敢和自信的表現很好地表明，在魔法世界內外，少女的地位跟她不斷加速的情感與智力發展之間的差距變得越來越大。」對於屈臣來說，這部電影的大部分幽默都源於三位主角在日漸成熟的過程裡，當中人物間發生爭執的緊張氣氛，一方面會導致他們的關係隔閡或出現問題，另一方面也讓劇情顯得更真實，還有他們互相之間變得微妙的關係，她說：「我喜歡所有人的爭論......我認為他們會爭辯說出現問題，這更為現實。」電影中的絕大多數幽默情節都源自於此。屈臣憑著《火盃的考驗》獲得奧托獎的三項大獎的提名，而她獲得《奧托獎》的銅獎。同年下旬，屈臣登上《青少年时尚》的雜誌封面，成為該雜誌最年輕的封面人物，後來於2009年8月再度成為該雜誌的封面女郎。
2006年，為慶祝英女皇伊利沙伯二世的80歲壽辰而製作的《哈利波特》特備迷你劇集《女王的手提包》裡，屈臣再次飾演妙麗一角。
在《哈利波特：鳳凰會的密令》上映前，由於三位主要演員所有都正在猶豫是否簽約在最後幾輯的電影中繼續他們的角色，使《哈利波特系列》的未來正岌岌可危。在重新商議期間，域卡夫於2007年3月2日簽約演出最後兩輯電影，然而屈臣比她的聯合主演更加矛盾。她解釋說這個決定意義重大，因為那些電影意味著未來四年都要再進一步投入這個角色之中，不過她最終還是決定繼續參演，並承認自己「永遠無法放棄妙麗的角色」，並於2007年3月23日簽約。

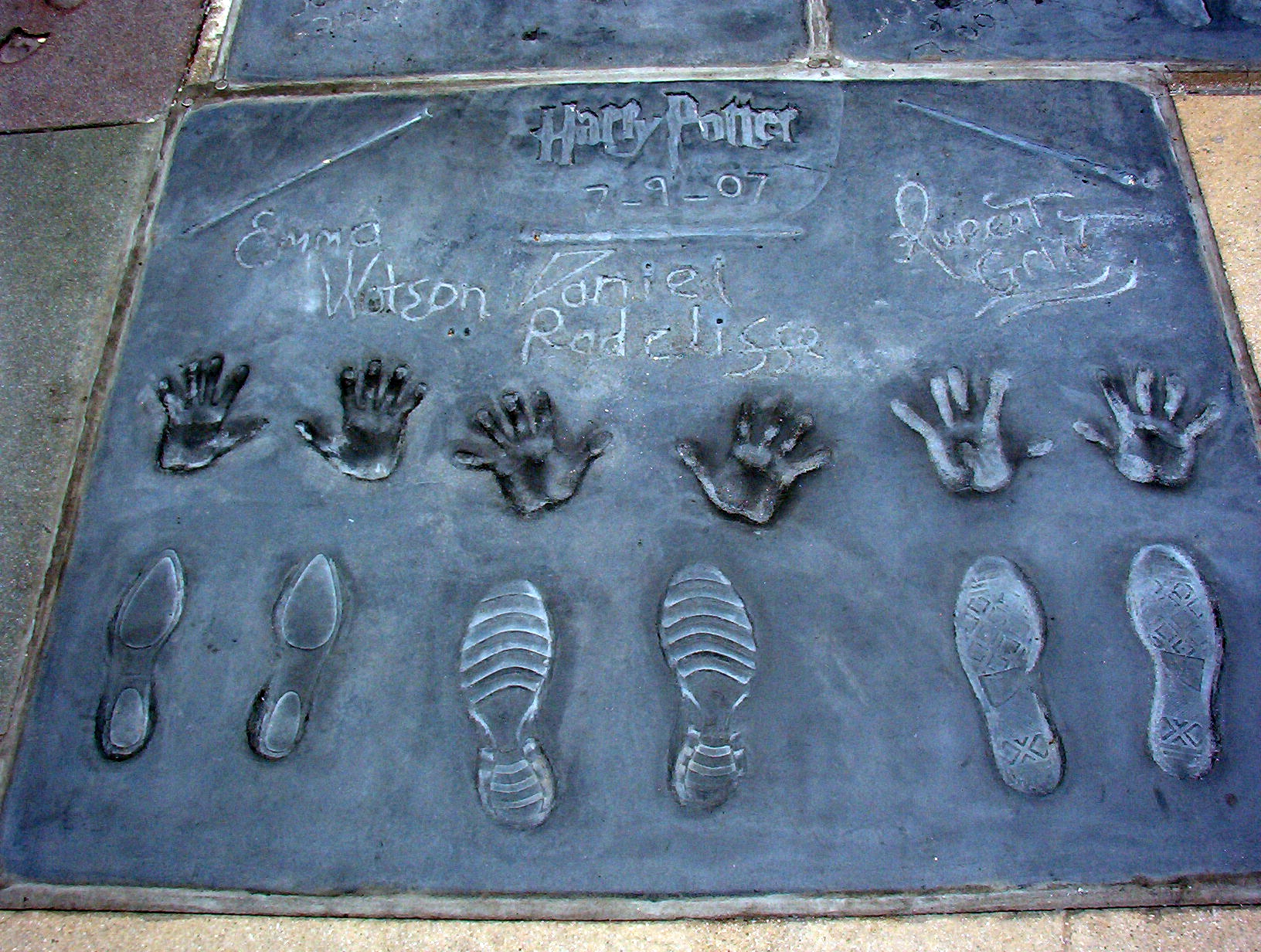
2007年7月9日，屈臣跟域卡夫與格連特留下的手印、足印和魔杖印記（從左至右）。

2007年，《哈利波特》系列的第五輯電影《哈利波特：鳳凰會的密令》上映，這齣電影在商業上獲得財務上的成功，創下了全球首映周末票房收入達$3.327億美元的紀錄。屈臣憑此電影獲得首屆《英國國家電影獎》的最佳女主角。隨著該系列的持續成功與名氣顯著增長，這位女演員的知名度也不斷攀升，屈臣於2007年7月9日跟她於《哈利波特》聯合主演的域卡夫與格連特，在荷李活的中國戲院前方一同留下了他們的手印、足印和魔杖印記。截至2007年7月，據說屈臣參演《哈利波特》系列電影的工作已賺得超過£1,000萬英鎊的酬勞，她也承認自己再也不需要為金錢而工作了。

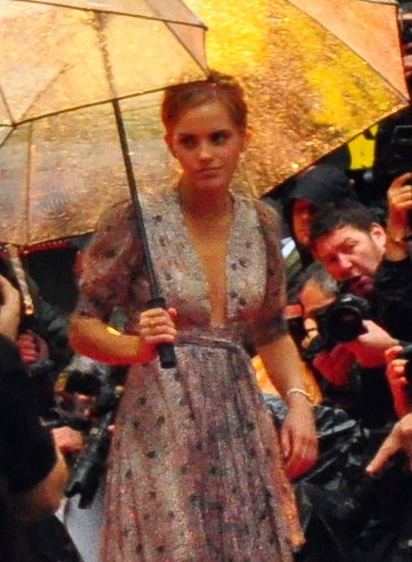
2009年7月，屈臣出席《哈利波特：混血王子的背叛》的電影首映禮。

屈臣的首個非《哈利波特》的角色是2007年BBC根據諾埃爾·斯特里特費爾德的同名小說改編的電視電影《芭蕾舞鞋》。該電影的導演桑德拉·戈爾德拜徹（Sandra Goldbacher）評論指，屈臣是演譯擁有抱負的女演員寶琳·福素（Pauline Fossil）一角的「完美」人選，她說：「她身上透著一種穿透力，那種細膩動人而且引人注目的精緻光環，讓你想要凝視並凝視著她。」《芭蕾舞鞋》於節禮日在英國播出，收視人數達570萬，獲得的評論褒貶不一。隨後那年，屈臣於兒童喜劇動畫《大耳仔走天涯》中替豌豆公主（Princess Pea）的角色配音，該動畫由馬修·波特歷主演，而《哈利波特》系列電影的另一位主演羅比·寇特蘭也為此電影聲演。《大耳仔走天涯》於2008年12月上映，全球票房收入達$8,700萬美元。
第六輯《哈利波特》系列電影的主體拍攝於2007年9月中展開，而屈臣的部分從2007年12月18日拍攝至2008年5月17日。《哈利波特：混血王子的背叛》原訂於2008年11月上映，但卻推遲了半年多，於2009年7月15日首映。隨著幾位主演都踏入青少年的後期階段，影評家們也逐漸傾向於把他們跟其他演員陣容相同的水平來評價他們的演出，《洛杉磯時報》將其描述為「當代英國表演的綜合指南」。《華盛頓郵報》認為屈臣的演出是「[她]迄今為止最迷人的演出」，而《每日電訊報》則把主要演員們描述為「重新解放和充滿活力，渴望為該系列剩下的最後幾部電影投入全部的實力」。2008年12月，屈臣於接受採訪時表示，她打算在完成《哈利波特》系列的電影拍攝後升讀大學。

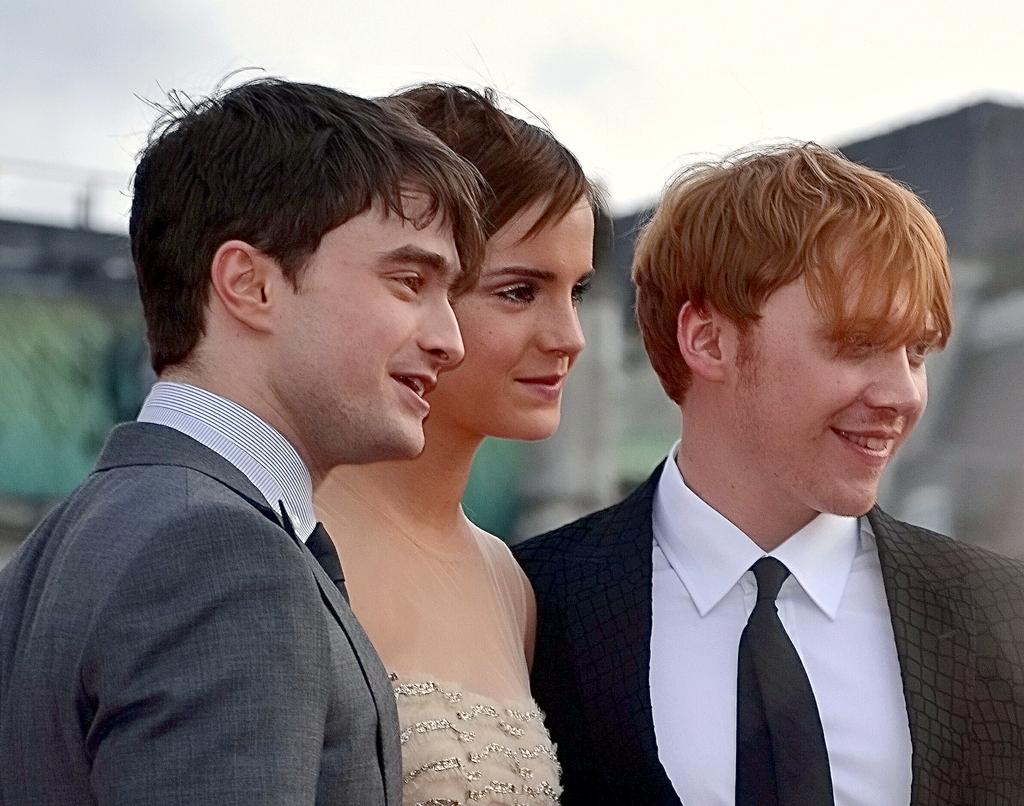
2011年7月，屈臣與丹尼爾·域卡夫（左）及魯拔·格連特一起出席《哈利波特：死神的聖物II》的倫敦首映禮。

2009年3月，《福布斯》把屈臣列入「最有價值青年影星」的第六位。2010年2月，再次有報導稱她是荷李活片酬最高的女明星，指她單單於2009年的收入就接近獲得£1,900萬英鎊。
受劇本方面和財政因素的影響，《哈利波特》系列電影的最後一輯小說《死神的聖物》將分拆為上、下兩輯電影連續拍攝，屈臣於離開校園後花了一年的時間來拍電影，電影的拍攝於2009年2月18日開始，並在2010年6月12日結束。不過她表示自己仍有意完成學業。同年7月，《普羅維登斯日報》報道稱屈臣已確認將入讀位於羅德島普洛威頓斯的布朗大學，經過了18個月的大學生活，屈臣於2011年3月宣佈會把學習的課程延後「一到兩個學期」，以讓《死神的聖物2》的廣告宣傳及其他事務騰出時間。不過，屈臣還是在2011-2012學年以「訪問生」的身份在牛津大學伍斯特學院學習。
電影《哈利波特：死神的聖物I》最終在2010年11月上映，而下一輯電影《哈利波特：死神的聖物II》2011年7月上映。《死神的聖物II》取得了商業上的關鍵成功。此電影作為該特許經營中最高票房的電影，它在全球的票房收入超過$13億美元，並獲證明為屈臣迄今為止商業上最成功的電影。

### 2010-2016年：獨立電影與主流作品
2010年，屈臣於博柏利（Burberry）的冬／夏廣告活動中跟喬治·克雷格會面並認識後，她後來出現於一夜樂團的音樂影片當中，該音樂影片於2010年6月26日在英國第四台播放，並稍後於8月16日正式發布。屈臣的「後哈利波特時期」的第一部電影是2011年的《情迷夢露7天》，她在當中飾演一名衣櫥助理露西，她於電影中跟主角艾迪·烈明尼所飾演的科林·克拉克（Colin Clark）有過幾次短暫的約會。

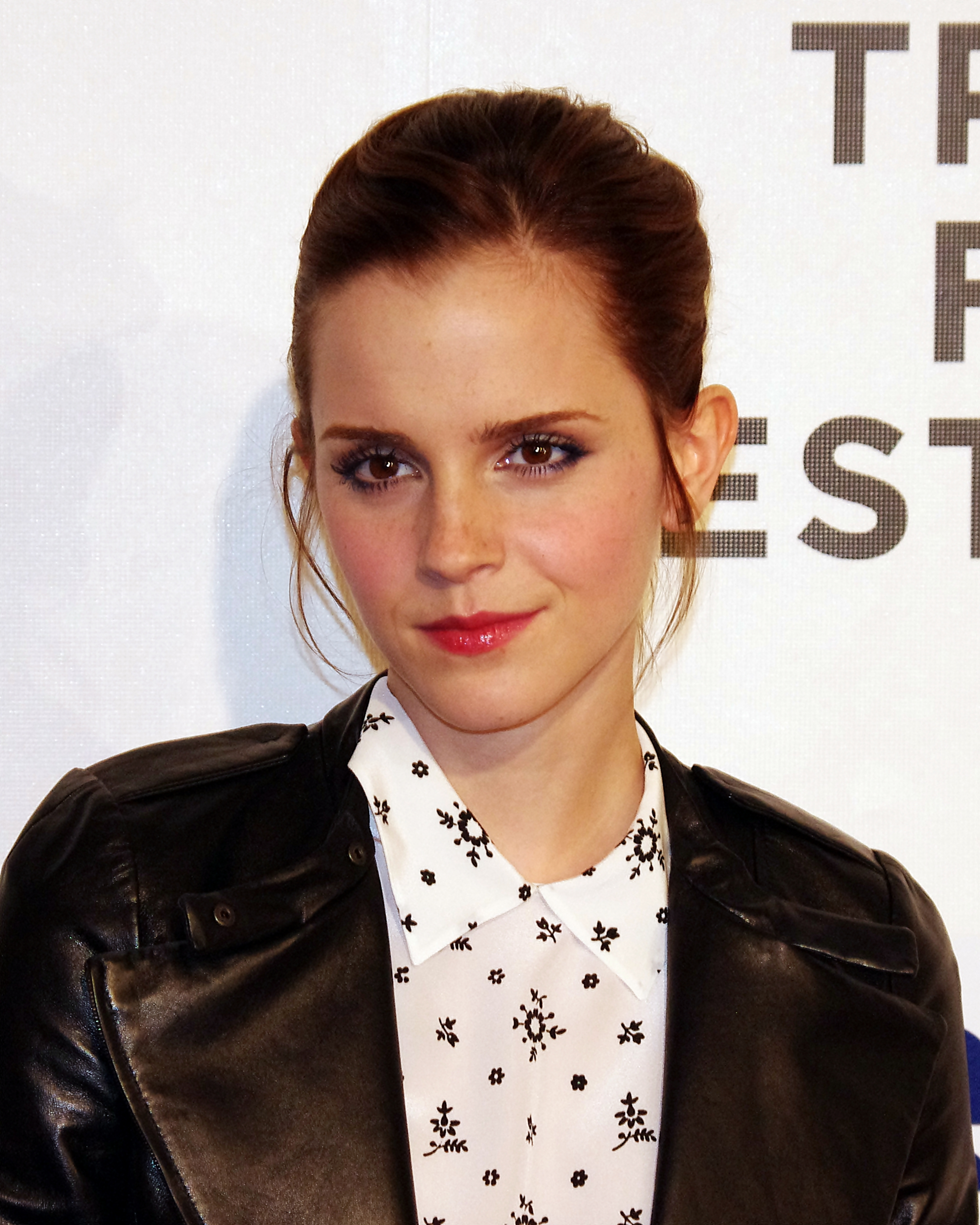
2012年，屈臣出席翠貝卡電影節。

2010年5月，據報導指屈臣正在洽談主演史蒂芬·切波斯基根據1999年同名小說改編的電影《少年自讀日記》。電影拍攝於2011年夏天開始，並於2012年9月上映。屈臣於片中飾演高中生莎曼達（Samantha），並跟飾演其同學查理的盧根·利文演對手戲，協助他度過新生的一年。該電影上映後獲得不少好評；《倫敦旗幟晚報》的大衛·塞克斯頓（David Sexton）認為屈臣的表現「貌似真實的而感人」，而《大西洋雜誌》的影評人則認為屈臣「擺脫了十年來在《哈利波特》系列中扮演妙麗的記憶，轉變為一個愛調情但欠缺安全感的自由靈魂」。
2012年6月，屈臣獲確認在達倫·艾朗夫斯基的電影《挪亞：滅世啟示》中飾演主角的養女伊拉，電影於同年7月開始拍攝，並於2014年3月上映
。鑑於特效的使用，屈臣稱這個角色「對體力的要求很高」，並且對分娩進行了廣泛的研究，以有效地描繪電影中的場景。電影取得了票房成功，但其執導方向及選角獲得了褒貶不一的評價；《名利場》雜誌寫道：「屈臣錨住了電影中最原始的情感場景......她跟羅素·高爾坐在冰島的海灘上，她頭髮狂亂，眼睛裡燃燒著，屈臣很安靜但很兇猛。」同年，屈臣獲邀參演根據艾瑪·福雷斯特的回憶錄《舊事上心頭（Your Voice in My Head）》改編的電影，飾演福雷斯特本人，當時《哈利波特》系列導演之一的大衛·葉斯已獲導演邀約。然而從2013年5月的一次採訪來看，屈臣已不大可能參演該片，該電影的人員斯坦利·圖齊於採訪中表示，福雷斯特一角將由艾美莉·賓特飾演。2013年9月，再次有報導指屈臣才是福雷斯特的飾演者，該片於同年11月開拍，導演人選替換為法朗西絲卡·格里高里妮。

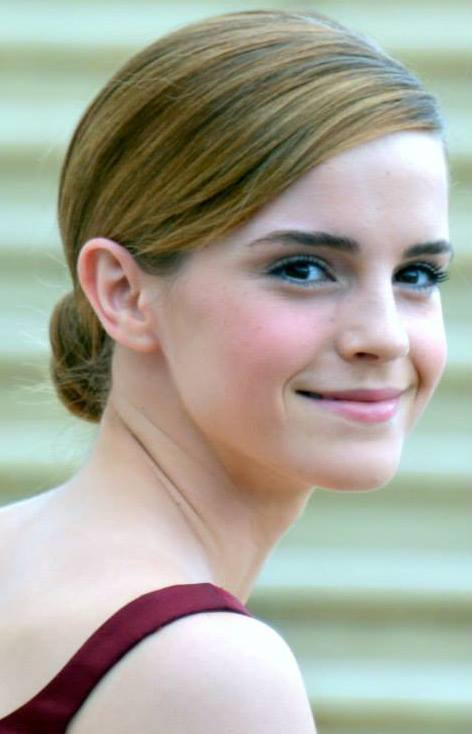
屈臣出席2013年的康城影展。

2013年3月，據報導屈臣正在洽談演出簡尼夫·伯納的《仙履奇緣》的迪斯尼真人版改編版本。屈臣本來已獲得這個角色，但由於她跟角色沒有聯繫而最終選擇拒絕。這個角色最終歸於莉莉·詹絲。同年，屈臣主演了諷刺犯罪片《閃閃靚賊》，這部由蘇菲亞·哥普拉執導的電影取材自真實事件中的閃閃戒指搶劫案，屈臣飾演著虛構的電視名人妮基（Nicki），其原型是亞歷克西斯·海恩斯，她是參與搶劫案的七名青少年之一，跟其餘六名少年以社會名流為目標實行搶劫行動。雖然這部電影大部分獲得褒貶不一的評價，然而影評人幾乎一致讚揚屈臣的表現，甚至有影評人認為她具備角逐奧斯卡金像獎的潛力。《英國獨立報》的亞當·懷特（Adam White）後來表示：「事實證明她很了不起......屈臣流露出不經意的輕蔑。她那黏糊糊的美式嗓音被裁短而單調，就好像她於早餐時吞下了卡戴珊（Kardashian）一樣。」屈臣還在同年世界末日題材喜劇《星級末日》中擔任配角，她跟薛夫·洛根、占士·法蘭高和許多其他演員一起以真實身份亮相，扮演「他們自己的誇張化版本」。屈臣還令人難忘地於片中首度說出「F字開首的那個詞」。屈臣指自己不能錯過製作她的首部喜劇，以及「跟現今世上最優秀的一些笑匠合作...」的機會。2013年6月，屈臣再度跟《哈利波特》系列的製片人大衛·海曼合作，計劃參演根據當時即將發行改編自同名小說的電影《提靈女王（Queen of the Tearling）》。據悉，屈臣不單是飾演女主角凱爾茜·格林（Kelsea Glynn）的人，還是該電影的執行製片人。該電影由華納兄弟發行。同年9月，有報道指屈臣將會演出阿迪娜·哈珀恩於2010年的暢銷小說《29》改編的電影《當你年輕時（While We're Young）》，電影講述某位不服老的祖母更喜歡同孫女而非跟女兒待在一起，而屈臣就是飾演該老人的孫女。該片計劃由曾經跟屈臣於《少年自讀日記》中首度合作的史蒂芬·切波斯基執導。同年10月，《GQ》把屈臣評選為年度女性。《帝國雜誌》於同年舉辦評選2013年度最性感的電影明星的線上調查中，有超過5萬名影迷參與投票，屈臣的得票率超越了施嘉莉·祖安遜與珍妮花·羅倫絲，在所有女演員中位居榜首。同年10月30日，屈臣在洛杉磯接受2014年《大不列顛獎》頒發的獎項，跟茱迪·丹芝、羅拔·唐尼、麥克·李、茱莉亞·路易絲-卓佛及麥克·雷法路一起成為了得獎者。
2013年，屈臣為了取得瑜伽和冥想教練資格，她為此在加拿大某機構接受為期一周的訓練課程，課程期間學員不得交談，以便真實模擬獨自一人在家時的情況。屈臣於接受採訪時表示，由於無法確定自己未來將如何發展，同時她也沒有長期的固定居所，因此認為需要透過這類方式來讓自己感到更安全。
2014年3月，屈臣在接受艾倫·狄珍妮的訪談時指自己將於5月從布朗大學畢業，她還表示自己由於演藝事業花費了足足兩個學期的時間，因此她需要五年而非四年來完成學業。同年5月25日，屈臣從布朗大學畢業並獲得英國文學學士的學位，她還透過Twitter帳戶發布一張身穿畢業禮服和禮帽的照片。
2014年4月15日，屈臣參演的驚悚片《邪靈誘罪》，在安大略開拍當天正值她的24歲生日，她於電影中跟伊芬·鶴健演對手戲，該片由亞歷山卓·艾美尼巴執導，並於2015年上映。同年10月，屈臣主演由弗洛里安·加倫貝格爾執導的電影《尊嚴殖民地》，那是她再度主演的驚悚電影，該片於2014年開拍，並於2015年9月在多倫多國際電影節上首映。同年年末，屈臣獲授予年度《英國藝術家獎》，她於上台接受「年度藝術家獎」時，她表示希望把這個獎項獻給了她參演《哈利波特：神秘的魔法石》期間去世的寵物倉鼠米莉（Millie）。
2015年，屈臣主演了兩部電影，分別是跟丹尼爾·布爾及米高·列維治演對手戲的驚悚片《尊嚴殖民地》，以及亞歷山卓·艾美尼巴的《邪靈誘罪》，當中她跟伊芬·鶴健與其《哈利波特》的聯合主演大衛·杜里斯一同演出。這兩部電影都收到了普遍的負評；《每日電訊報》的影評人把她「純粹的戲劇紙板角色」歸咎於《邪靈誘罪》的劇本。她還出現在BBC的處境喜劇《蒂博雷的牧師》的一集裡，她在其中飾演牧師伊麗絲（Iris）。
2016年2月，屈臣宣布她將息影一年，她計劃把暫停演戲的時間投入其「個人發展」與她的女權事業的工作上。

### 2017年至今：最近的工作

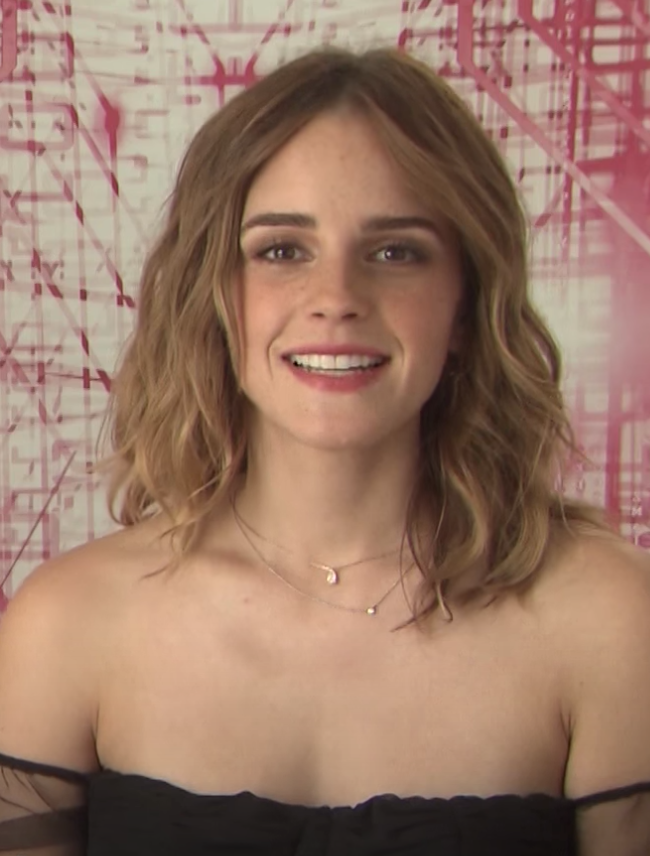
2017年，屈臣正宣傳電影《圓美圈套》。

2017年，屈臣於1991年動畫電影《美女與野獸》的迪士尼真人版改編電影中飾演女主角「貝兒（Belle）」，並跟飾演野獸的丹·史提芬斯演對手戲，電影由標·干頓執導，並於2017年3月上映。她獲賦予貝兒形像的自主權；她將其角色重新定性作為發明家父親的助手，並把燈籠褲和靴子納入她的衣櫥中；此外，她還將在電影中首度獻唱，並對此「深感惶恐」。這部電影在全球票房收入超過$12億美元，成為2017年票房第二高的電影，以及有史以來最高票房收入第17位的電影。她報告的費用是利潤參與的$300萬美元，使她的薪酬高達$1,500萬美元。此電影獲得積極的評價，《芝加哥太陽報》的理查德·羅珀認為她的表現「像貝兒一樣勇敢、有勇氣、無禮與聰明和具強烈的獨立性」。屈臣後來說：「當我拍完這部電影時，我感覺到自己就像經已轉變為銀幕上的女性。」同年6月，屈臣跟湯·漢斯合作在戴夫·艾格斯的小說《圓美圈套》改編的同名電影《直播風暴》中演出對手戲，屈臣飾演在一家強大的科技公司開始工作的梅·賀蘭（Mae Holland），後來她進入了一個關於監視與自由的危險境地。電影於2017年4月上映，獲得負面的評價，然而在票房方面取得適度的成功。
2018年8月，據報導，屈臣將取代艾瑪·史東主演露意莎·梅·奧爾柯特的經典小說《小婦人》的改編電影，該片由葛莉塔·葛薇執導，她飾演的角色為瑪格（Meg），同片的演員還包括茜爾莎·羅倫、科倫絲·佩芝、蘿拉·鄧恩、添麥菲·查洛美及梅麗·史翠普。該電影於2019年12月25日在美國上映。在此前提下，屈臣表示：「我認為它（小婦人）是很好的文學手段來解釋這裡不只一種方式成為女權主義者......（瑪格）成為女權主義者的方式是做出選擇——因為無論如何，對我來說，這就是女權主義的意義所在。她的選擇就是，她希望當全職母親和妻子。」《福布斯雜誌》表示，「當她的夢想最終成為最傳統的夢想時，這正如姐妹們諺語中的「直女（straight woman）」，她正處於守勢，這可能是屈臣最具挑戰性...的角色。」這部電影廣受好評，其製作預算為$4,000萬美元，票房收入超過$2.18億美元。2019年3月，有媒體報導漫威影業正在為《黑寡婦》物色第二女主角人選，而屈臣是團隊內部一致認同的人選。
2020年，屈臣在討論其未來的職業計劃時說：「在我的行動主義中如此公開地製作電影並在社交（媒體）上如此活躍，我很好奇去接受一個自己努力把更多聲音放大的一個角色，來繼續向有不同經歷的人學習」，她補充指自己的工作將包括「更少的紅地毯活動和更多的會議」。2021年，各種報導浮現，表明屈臣訂婚或是退休。屈臣跟她的代表都駁斥了這些報導；她後來把這種猜測標記為標題黨，並指出她在COVID-19大流行期間，她繼續保持社交距離，相對的公開缺席公開活動。2022年，屈臣跟《哈利波特》系列的多位演員重聚，製作了一輯名為《哈利·波特20週年：重返霍格華茲》的HBO Max特備節目。

## 時尚事業

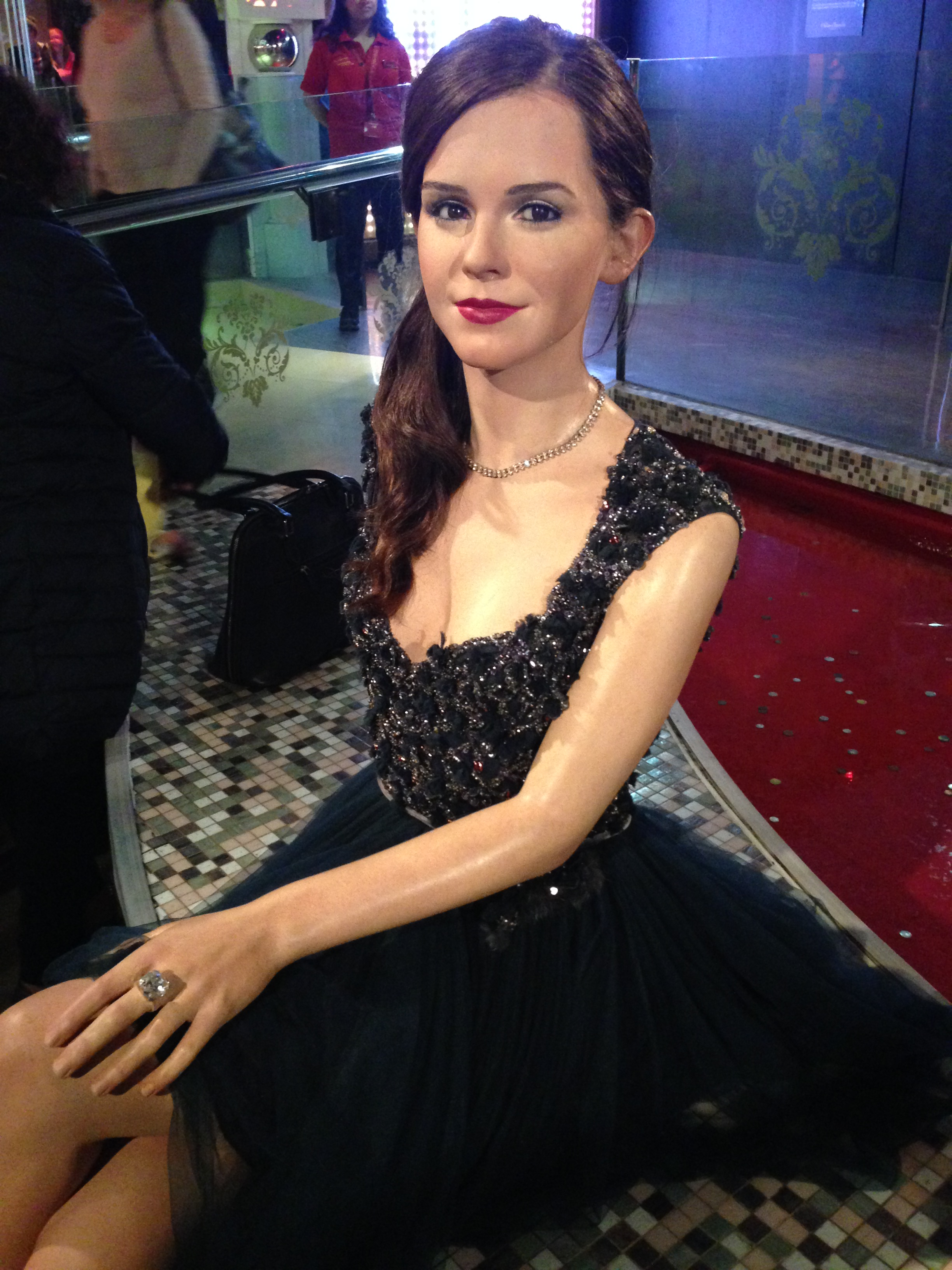
杜莎夫人蠟像館中的屈臣蠟像正身穿艾莉·薩博的設計。

2005年，屈臣為《青少年Vogue雜誌》拍攝了一輯照片，這些照片使她成為該雜誌史上最年輕的封面人物，為其模特兒生涯展開序幕。三年後，有英國媒體報導屈臣將取代姬拉·麗莉成為時尚品牌香奈兒產品形象的新面孔代言人，但這一說法均遭到雙方否認。2009年6月，屈臣經過持續幾個月的謠言後，她終確認將會跟博柏利合作，作為他們的2009年秋冬時裝活動的代言人，為此她獲得估計為六位數字的酬勞。屈臣還跟其弟弟亞歷克斯（Alex）、音樂人喬治·克雷格（George Craig）和馬特·吉爾摩（Matt Gilmour），以及模特麥克斯·赫德（Max Hurd）等一起出席博柏利的2010年春夏廣告宣傳活動中。2011年2月，屈臣獲薇薇安·威斯活授予英國《Elle雜誌》頒發的「時尚偶像獎（Style Icon award）」。
。2011年3月，屈臣在成為蘭蔻的產品形象代言人後，她繼續參與時尚廣告品牌的宣傳。
2009年9月，屈臣宣布她跟公平貿易的時尚品牌People Tree合作，她擔任該品牌春季服裝系列的創意顧問，該系列的特色風格靈感源自法國南部和倫敦，並於2010年2月發布；該系列被《時代雜誌》描述為「非常巧妙」，儘管他們「暗暗預期（她）會因初次涉足設計範疇遇上的障礙而糾結」，並曾在《青少年Vogue》、《COSMOPOLITAN》及《人物》等雜誌上對這一系列作廣泛宣傳。然而屈臣並沒有從這次合作中獲得報酬，並承認該系列的競爭很小，但她認為「時尚是賦予人們權力和技能的好方法；與其把現金捐助慈善機構，倒不如透過購買他們製作的衣服和支持他們引以為豪的事物來幫助他們」；她補充說，「我認為像我這樣的年輕人越來越意識到圍繞快速時裝的人道主義問題，並希望作出正確的選擇，但那裡沒有太多選擇。」屈臣接下來繼續參與的合作，從而推出了2010年秋冬系列。
2013年，倫敦杜莎夫人蠟像館為設計師艾莉·薩博捐贈給博物館的屈臣蠟像舉行揭幕儀式，該蠟像正身穿由薩博設計的高級訂製服裝。該博物館的一位發言人表示：「（屈臣）是我們客人最受歡迎的人物之一。她是全世界數百萬電影和時尚迷所熟知和喜愛的一朵真正的英倫蔷薇。」2014年，屈臣於《英國時尚大獎》上榮獲最佳英倫風尚獎，該競逐名人還包括大衛·碧咸、艾瑪·阿拉穆丁、姬·摩絲和姬拉·麗莉。
屈臣被描述為「早期採用可持續時尚的人」，並以在紅地毯上穿著得體而著稱。她穿著卡爾文·克雷恩以回收塑料瓶製作而成的禮服出席2016年的大都會藝術博物館慈善晚宴。屈臣還支持一款充當時尚品牌可持續發展水平目錄的應用程式《Good On You》。2017年，屈臣開始更新一個名為「傳媒之旅」的Instagram帳戶，當中詳細地介紹了她在《美女與野獸》和《圓美圈套》等電影的媒體巡迴中所佩戴的道德品牌產品。
屈臣以客席編輯的身份編輯了2018年3月號的《澳洲時尚》，該文章關注時尚的可持續性，並由彼得·林德伯格為該雜誌拍攝照片。
2020年1月，屈臣跟寄售網站ThredUP合作推出了「時尚足跡計算器（Fashion Footprint Calculator）」，它讓網站訪問者通過該計算器來計算其衣櫥的碳足跡，以及減少碳排放的方法。同年6月，屈臣加入了古馳與聖羅蘭等多個知名時尚品牌的母公司—開雲集團（Kering）的董事會，成為他們最年輕的董事會成員，後來她擔任該集團的可持續發展委員會主席。該集團董事長馮索-昂希·皮諾稱讚新董事會成員的「知識和能力，以及他們背景和觀點的多樣性」。屈臣表示，她「希望把影響子孫後代和我們留給他們的世界的那些決定」，並「非常興奮」能夠跟開雲基金會合作，作為他們的女權工作的一部分，並期待在「幕後」所作的改變。

## 行動主義與倡導
屈臣是個直言無諱的女性主義者。她為了促進女童的教育，屈臣曾走訪孟加拉國與贊比亞。
|                                                             | 這是時候讓我們所有人都在一個光譜上看待性別，而不是將其視為兩組對立的理想。[...] 我希望男性接過這衣缽。因此他們的女兒們、姐妹們和一眾母親都可以不受偏見，也可以讓他們的兒子也變得脆弱和人性化 [...] 這樣做會成為一個更真實和更完整的自己。 |
| ———2014年，屈臣於聯合國總部發起「HeForShe」運動講話的一部分 | |

2014年7月，屈臣被任命為聯合國婦女署親善大使。那年9月，公認緊張的屈臣於紐約市的聯合國總部大樓發表演說，發起聯合國婦女運動「HeForShe」，該活動旨在敦促男性主動倡導性別平等。在該次演講中，她說自己於八歲的時候被稱為「專橫」，就如她當時希望能執導舞台劇卻遭到成年人的拒絕，然而她發現這樣的指稱卻不會落在同齡的男孩們身上，甚至在她臨近18歲（2008年）生日的午夜時，她看到夜店門前已擠滿狗仔隊等候拍攝其裙下風光（根據英國法律規定，只要被拍攝者成年的話，此類照片即為合法）。這讓她開始質疑基於性別的假設（她把這一特徵歸因於她是個「完美主義者」），並且在14歲的時候「被部分傳媒內容性感化」的經歷起了推波助瀾的作用。此外，屈臣於演說中呼籲，女權主義的宗旨是「男性與女性應該享有平等權利及機遇的信念」，並宣稱「厭惡女人」的觀念「必須停止」。屈臣的演說赢得現場出席者的起立鼓掌。該演講成為主要新聞媒體和時尚博客的全球頭條新聞；該組織的網站在新聞報導事件後崩潰了。據屈臣後來表示，她在演講後不足12個小時內就收到多個威脅，這讓她怒不可遏，並說「...如果他們試圖以此手段讓我放棄（女權工作）的話，這將適得其反」。聯合國婦女署執行主任普姆齊勒·姆蘭博-恩庫卡表示，「有一段時間，人們有一場談論『女權主義』是好事還是壞事的討論...（她的演說）給我們回了話。」2015年，馬拉拉·尤沙夫賽告訴屈臣指，在聽過她的演講後，她本人也決定以女權主義者的身份自居。

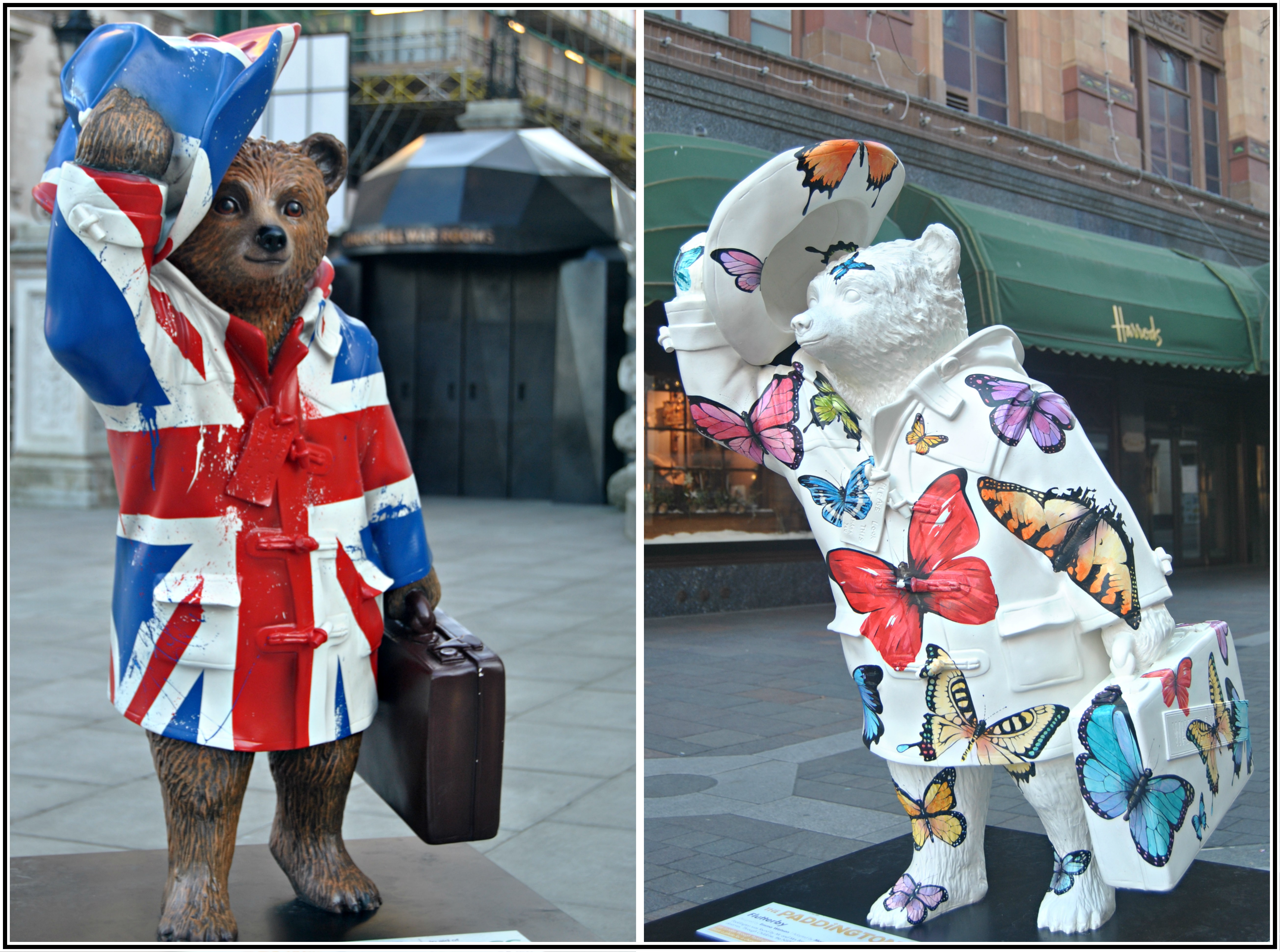
屈臣的蝴蝶主題「弗洛特比熊（Flutterby Bear）」(右), 是倫敦「帕丁頓小徑」沿線的50頭柏靈頓熊其中之一，作為英國防止虐待兒童協會（NSPCC）的拍賣品。

同樣在2014年9月，屈臣以聯合國婦女署親善大使的身份首次訪問的國家—烏拉圭，並於該國發表強調婦女參政的必要性之演說。同年11月，屈臣設計了一個柏靈頓熊的雕像，該雕像是電影《柏靈頓》在上映前位於倫敦「帕丁頓小徑」沿線的50頭柏靈頓熊的其中之一，製作它的目的是用作被拍賣，為英國防止虐待兒童協會（NSPCC）籌集資金。同年12月，婦女基金會於網上投票把屈臣評為2014年度女性名流。
2015年1月，屈臣於《世界經濟論壇》的年度冬季會議上發表了關於倡導性別平等的演講。屈臣在《AskMen》網站評選的「99位傑出女性2015」中名列榜首，在該網站評價中，憑藉她義無反顧地投身女權事業，把其力量「扔回」去女權問題，並稱讚她敢於面對困難險阻。同年，屈臣入選了《時代周刊》的「全球最具影響力人物排行榜」第26位，這是她首次登上該排行榜。《紐約時報》的前主輯吉爾·艾伯林森在回顧中指出屈臣「對於女權主義採取勇於大膽和聰明巧妙的看法，並稱她努力讓男性參與的倡議更『讓人耳目一新』。」屈臣引用格洛麗亞·斯泰納姆和馬婭·安傑盧為對她最最影響的人。
2016年1月，屈臣創立了一個女權主義Goodreads讀書俱樂部：「我們的共享書架（Our Shared Shelf）」，該俱樂部的目標是分享女權主義思想，並鼓勵就著該主題進行討論。他們每月都會揀選一本書，並在該月的最後一周進行討論。獲選的第一本書是斯泰納姆的《我在路上的生活（My Life on the Road）》，屈臣後來於2月在倫敦的《How to: Academy》中向她作採訪。「我們的共享書架」於2020年1月停止更新，但繼續開放作為建議討論區。在2016年的國際女童日，屈臣出訪了馬拉維（Malawi），會見了擺脫童婚後重返校園的傳統酋長與女孩們。屈臣後來跟書仙子（Book Fairies）和地鐵圖書（Books on the Underground）等組織合作，在公共交通留下文學作品以供消費。

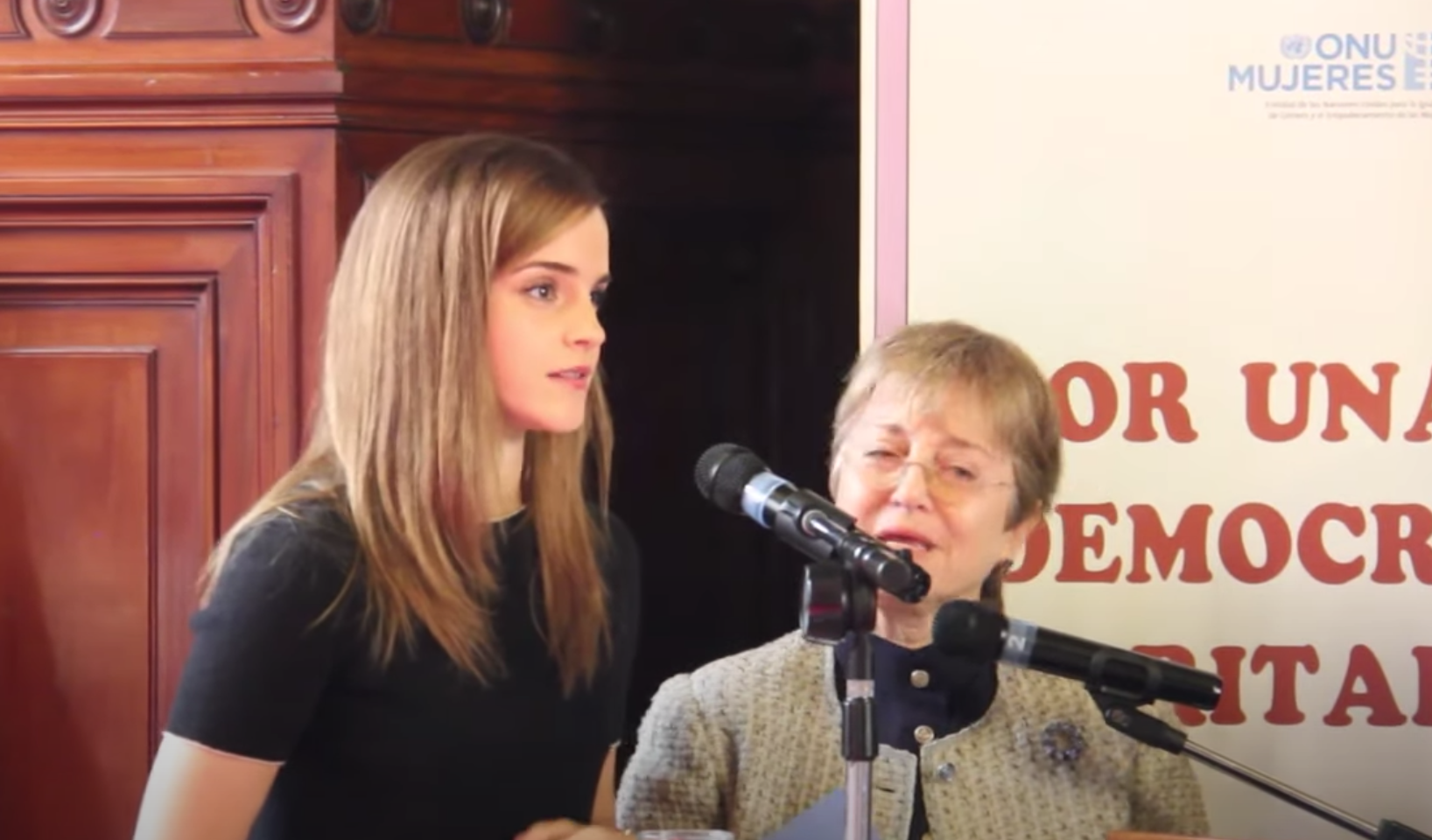
2014年，屈臣在烏拉圭立法宮以聯合國婦女大使的身份發表演說。

2017年3月，屈臣因拍攝《名利場》的一輯照片而遭到強烈反對，當中有一張照片的姿態可見坦露其部分胸部；一些新聞媒體指責她虛偽。此舉引發各界關於其作為與自身之女性主義立場之議論，以及大眾對兩者之間是否「相悖」的言論。屈臣對爭論感到困惑，她認為「女權主義不是用來打其他女性的棍子」，而是關於自由、解放和平等，並補充說，「我真不知道我的胸部跟這有甚麼關係。」屈臣在女權主義空間討論了其白人特權；在接受《Vogue英國版》訪談時，她評論說，「我看到『白人女權主義』一次又一次地反覆出現，我當時想，『嘿，這顯然是我必須有意義地參與的事情。』我必須更好地理解這一點。」她為「我們的共享書架」撰寫了有關於交叉性（intersectionality）的文章，當中討論了她對『我從哪些方面受益於白人身份？』和『我以何種方式支持和維護一個結構性種族主義的系統？』。屈臣是《Time's Up運動》的創始成員，並在《第71屆英國電影學院獎》上協調其發布。屈臣還協助制定了英國電影協會和英國電影和電視藝術學院實施關於欺凌和騷擾的全國性行業指南。
2018年2月，屈臣向英國Time's Up運動捐贈了£100萬英鎊，隨後於10月協助該組織建立了的正義與平等基金（Justice and Equality Fund），該基金向全國各地的婦女團體捐款。一位關注於針對婦女的暴力侵害問題的活動家馬萊·拉納西（Marai Larasi），是她出席《第75屆金球獎》的嘉賓。
2019年7月，屈臣幫助為在職場上遭受性騷擾的人士開通了一條法律求助熱線，其法律諮詢由致力於通過法律幫助婦女的慈善機構婦女權利（Rights of Women）提供。同年，她加入了由法國總統伊曼努爾·馬克龍召集的G7性別平等諮詢小組，以「呼籲七國集團為本國婦女取得政治和經濟進步」，以及作為「外交政策的核心」。她於2月在巴黎愛麗舍宮參與他們的第一次會議，並於8月以委員會成員的參加了第45屆七國集團會議。在接受芭麗·李斯的訪談時，她表達了對跨性別權益的支持，並在羅琳關於性別認同的言論引起爭議的情況下，她於Twitter上重申了這一點。她也公開表示支持Black Lives Matter運動；2020年6月，她在最初參與星期二停電後，她在社交媒體上分享了反種族主義教育資源，並把採訪雷尼·埃多-洛奇有關她的書籍《為甚麼我不再跟白人談論種族問題》的播客片段上傳到Spotify。
屈臣也是環境正義和減緩氣候變化的積極分子。2019年，來自隆德大學的瑞典研究人員分析了包括屈臣在內的十位名人的碳足跡。屈臣的碳足跡是所分析的名人中最低的，但她來自僅靠飛行就產生了15.1噸的二氧化碳排放量，是全球平均水平的三倍。在格拉斯哥的2021年聯合國氣候變化大會上，屈臣跟氣候活動家格蕾塔·通貝里在內的嘉賓主持了一個關於氣候變化的小組研討會。
2020年7月，屈臣跟Lodge和WOW基金會合作，帶頭開展一個重新構想倫敦地鐵路線圖的項目，並為270個站點重新命名，以聚焦塑造這座城市歷史的女性和非二元性別人群。該倡議將徵求一眾作家、博物館和圖書館員的意見，該出版物並定於2021年國際婦女節由Haymarket Books出版。在格拉斯哥的2021年聯合國氣候變化大會上，屈臣是一封呼籲英國政府讓女性擔任「決策角色」的信函的400名聯署者之一。
2021年6月，據報導，屈臣是向一家開發石油化工產品可持續替代品的初創公司——FabricNano的一組投資者之一，他們向該公司投資了$1,250萬美元。
2022年1月，屈臣於Instagram上發布了一張親巴勒斯坦抗議的圖片，上面寫著「團結是一個動詞」的橫幅，以此表示對巴勒斯坦事業的支持。此舉遭到以色列前科學部長丹尼·達農的強烈反對，他在Twitter上發帖稱，「葛萊分多因反猶太主義而被扣10分」。以色列駐聯合國大使吉拉德·埃爾丹也對她作出批評。達農的評論受到不可分割的項目的聯合執行董事利亞·格林伯格，以及保守黨同行韋倩婷女男爵的批評。在英國巴勒斯坦藝術家組織的一封信中有40多人支持屈臣，當中包括蘇珊·莎朗頓、麥克·雷法路、米瑞安·瑪格萊斯、加路·加西亞·般奴、彼得·卡波蒂、瑪克·辛皮克、維高·摩天臣、史提夫·高根及查理斯·丹士。

## 公眾形象
屈臣經常被引用為榜樣，儘管她迴避這個用語，並表示「它把對上帝的敬畏放在她身上」。她對少女們的婦女權利觀的影響被稱為「愛瑪·屈臣效應」，國家公民服務調查的受訪者表示，她在激進主義方面的工作激發了她們給自己貼上女權主義者的標籤。在她的「後哈利波特」最初的職業生涯中，她以專注於小電影而不是大預算的工作室電影而聞名。《英國獨立報》的亞當·懷特（Adam White）表示，屈臣的表演風格擁有「一種非常人性化的敏感性與安靜的力量」。
《名利場》的德里克·布拉斯伯格描述屈臣於銀幕外的表像人格時稱她「害羞、友善、聰明和腳踏實地」；斯泰納姆把她描述為「比電影明星更像一個真實的人」；而作者貝爾·胡克斯則認為她屬於「一個非常不同的新類型（演員）的一部分，他們對完整和擁有全面完整的生活感興趣，而不是僅僅被財富和名譽所認同」。
屈臣於《哈利波特》中的角色對流行文化產生了重大影響；她評論道：「我曾遇到一些粉絲把我的樣子紋在他們身上；我曾遇到使用《哈利波特》系列書籍來戰勝癌症的人。我不知道如何解釋，但《哈利波特》的現象進入了一個不同的領域。」自從她的職業生涯開始以來，屈臣一直是媒體關注的焦點；在她18歲生日當天，她被狗仔隊試圖翻起她的裙子拍照，並且她一直是無數纏擾威脅的受害者。出於安全的考慮，屈臣不會跟粉絲自拍合照，她更喜歡在互動過程中的一對一交流。
2009年3月，屈臣位列《福布斯》的「最具價值年輕新星」中排名第六位，並在2010年2月，她成為荷李活收入最高的女明星，她於2009年的收入估計為1,900萬英鎊。
2013年，屈臣成為《GQ》的年度英國女性，並在《帝國雜誌》評選的「100位最性感的電影明星」中榮登榜首的位置。
2017年，《福布斯》把屈臣列為全球收入最高的女演員之一，其該年的全年收入1,400萬美元。
2020年，在《YouGov》進行的全球調查中，屈臣被評為世界上最受尊敬女人的第六位。

## 個人生活
屈臣在應對從小就成名的問題時，她曾表示堅持自己的身份有助於自己最終「找到平靜」。
2011年，剛進大學的屈臣於牛津結識到其同學—威爾·亞當莫威茲（Will Adamowicz），兩人隨後開始交往；屈臣在亞當莫威茲的陪同下出席2013年的《MTV電影大獎》頒獎晚會，她於當晚獲得開拓者獎，然而兩人於2014年初分手。
2013年，屈臣獲得教授瑜伽和冥想的資格。作為該認證的一部分，她在加拿大一家機構參與為期一星期的冥想課程，期間為了「弄清楚如何在家跟自己獨處」而不允許學員發言。關於她的冥想訓練，她在接受《Elle澳洲版》的採訪時表示，她不確定的未來是否意味著找到「一種讓自己始終感到安全和自在的方法，因為我永遠無法依賴一個物理位置。」
2014年，屈臣跟牛津橄欖球運動員馬修·詹尼（Matthew Janney）交往，但由於她的日程安排過於繁忙，兩人於11月分手。同年，當被問及她的信仰時，屈臣把自己描述為一個心靈的普世主義者。在參與《挪亞：滅世啟示》拍攝的期間，屈臣在面對部分宗教團體針對其信仰的質疑時，她表示自己從精神上來說屬於正面的普世主義者。
2016年2月，屈臣獲牛津大學的瑪嘉烈夫人學堂聘為訪問學者。
在2019年的一次訪談中，屈臣表示自己把時間分配在倫敦和紐約市之間。她拒絕公開討論她的戀愛關係，並表示：「我不能在採訪中談論我的男朋友，然後期望人們不要給拍下我在家門外走來走去的狗仔隊照片。你總不能兩全其美。」同年，她開始跟美國商人利奧·羅賓頓（Leo Robinton）交往，二人於2021年分手；在這一點上，她跟具爭議的億萬富翁菲利普·格林爵士的兒子—布蘭登·格林（Brandon Green）連結在一起。

## 作品

### 電影
| 年份 | 電影                     | 角色                                                                   | 備註 |
| ---- | ------------------------ | ---------------------------------------------------------------------- | ---- |
| 2001 | 哈利波特：神秘的魔法石   | 妙麗·格蘭傑                                                            |      |
| 2002 | 哈利波特：消失的密室     | 妙麗·格蘭傑                                                            |      |
| 2004 | 哈利波特：阿茲卡班的逃犯 | 妙麗·格蘭傑                                                            |      |
| 2005 | 哈利波特：火盃的考驗     | 妙麗·格蘭傑                                                            |      |
| 2007 | 哈利波特：鳳凰會的密令   | 妙麗·格蘭傑                                                            |      |
| 2008 | 雙鼠記                   | 豌豆公主（Princess Pea）                                               | 聲演 |
| 2009 | 哈利波特：混血王子的背叛 | 妙麗·格蘭傑                                                            |      |
| 2010 | 哈利波特：死神的聖物1    | 妙麗·格蘭傑                                                            |      |
| 2011 | 哈利波特：死神的聖物2    | 妙麗·格蘭傑                                                            |      |
| 2011 | 情迷夢露7天              | 露絲（Lucy）                                                           |      |
| 2012 | 少年自讀日記             | 薩曼莎·「山姆」·巴頓 （Samantha "Sam" Button）                         |      |
| 2013 | 閃閃靚賊                 | 亞歷克西斯·海恩斯／ 妮可萊特·「妮基」·摩亞 （Nicolette "Nicki" Moore） |      |
| 2013 | 星級末日                 | 她本人                                                                 |      |
| 2014 | 挪亞：滅世啟示           | 伊拉（Ila）                                                            |      |
| 2015 | 尊嚴殖民地               | 莉娜（Lena）                                                           |      |
| 2015 | 回溯迷蹤                 | 安琪拉·格雷（Angela Gray）                                             |      |
| 2017 | 美女與野獸               | 貝兒                                                                   |      |
| 2017 | 直播風暴                 | 梅·賀蘭（Mae Holland）                                                 |      |
| 2019 | 小婦人                   | 瑪格莉特·「梅格」·馬奇                                                 |      |

### 電視
| 年份 | 節目                          | 角色                        | 備註                                                         |
| ---- | ----------------------------- | --------------------------- | ------------------------------------------------------------ |
| 2007 | 芭蕾舞鞋                      | 波琳·福西爾                 | 電視電影                                                     |
| 2015 | 蒂博雷的牧師                  | 艾瑞絲牧師（Reverend Iris） | 電視劇，演出其中一集：《迪布利主教（The Bishop of Dibley）》 |
| 2022 | 哈利·波特20週年：重返霍格華茲 | 她本人（以真實身份出現）    | 重聚特備節目                                                 |

### 音樂錄影
| 年份 | 歌手     | 歌曲                  | 角色 |
| ---- | -------- | --------------------- | ---- |
| 2010 | 一夜樂團 | Say You Don't Want It | 女士 |

### 書籍
- Emma Watson; Phumzile Mlambo-Ngcuka; Katja Iversen; Michael Kaufman. . The Guardian. 22 August 2019  [2022-12-08]. （原始内容存档于2022-12-08）.

## 獎項與提名
在愛瑪·屈臣的整個職業生涯中，她獲得多個獎項與提名，包括憑著2001年的《哈利·波特与魔法石》中飾演妙麗·格蘭傑一角而獲得的《青年藝術家獎》。此外，她還獲得了三項《影評人選擇大獎》、四項《帝國獎》、《MTV影視大獎》的14項提名（贏得3項）、《人民選擇獎》的6項提名（贏得2項），和《Teen材大獎》的12項提名（贏得8項）。
屈臣在行動主義和慈善事業方面的努力，尤其是她對女權方面的支持，以及她發起聯合國婦女署運動《HeForShe》中的作用，得到了媒體的廣泛認可與讚譽。屈臣於2015年獲《時代雜誌》評為「全球最具影響力的100人」。她的公眾形象和風格也成為媒體的廣泛關注和審視的對象，當中許多人稱她為娛樂界最美麗的女性之一。她的風格獲得多項認同，包括《Teen材大獎》及《英國時尚獎》。
| 年份                                               | 得獎作品／角色           | 得獎作品／角色                                     | 頒獎禮／獎項           | 頒獎禮／獎項                                                                                                | 結果 | 參考                    |            |      |         |
| -------------------------------------------------- | ------------------------ | -------------------------------------------------- | ---------------------- | --- | ---- | ----------------------- | ---------- | ---- | ------- |
| 年份                                               | 2002                     | 哈利波特：神秘的魔法石                             | 妙麗·格蘭傑            | 帝國獎 | 結果 | 參考                    | 最佳新演員 | 提名 | [ 268 ] |
| 鳳凰城影評人協會獎（Phoenix Film Critics Society） | 2002                     | 哈利波特：神秘的魔法石                             | 妙麗·格蘭傑            | 最佳青年表現（Best Youth Performance）                                                                      | 提名 | [ 269 ]                 |            |      |         |
| 土星獎                                             | 2002                     | 哈利波特：神秘的魔法石                             | 妙麗·格蘭傑            | 最佳年輕演員表現獎                                                                                          | 獲獎 | [ 270 ] [ 271 ]         |            |      |         |
| 青年藝術家獎                                       | 2002                     | 哈利波特：神秘的魔法石                             | 妙麗·格蘭傑            | 最佳電影年輕女主角                                                                                          | 獲獎 | [ 272 ]                 |            |      |         |
| 青年藝術家獎                                       | 2002                     | 哈利波特：神秘的魔法石                             | 妙麗·格蘭傑            | 最佳電影群戲组合（Best Ensemble in a Feature Film）                                                         | 提名 | [ 272 ]                 |            |      |         |
| 2003                                               | 哈利波特：消失的密室     | 鳳凰城影評人協會獎（Phoenix Film Critics Society） | 妙麗·格蘭傑            | 最佳青年表現（Best Youth Performance）                                                                      | 提名 | [ 273 ]                 |            |      |         |
| 2003                                               | 哈利波特：消失的密室     | 鳳凰城影評人協會獎（Phoenix Film Critics Society） | 妙麗·格蘭傑            | 最佳群體演出（Best Acting Ensemble）                                                                        | 提名 | [ 273 ]                 |            |      |         |
| 2003                                               | 哈利波特：消失的密室     | 奧托獎                                             | 妙麗·格蘭傑            | 最佳電影女演員（銀獎）                                                                                      | 獲獎 | [ 42 ]                  |            |      |         |
| 2005                                               | 哈利波特：阿茲卡班的逃犯 | 廣播影評人協會獎                                   | 妙麗·格蘭傑            | 最佳年輕演員（女）                                                                                          | 提名 | [ 274 ]                 |            |      |         |
| 2005                                               | 哈利波特：阿茲卡班的逃犯 | 奧托獎                                             | 妙麗·格蘭傑            | 最佳電影女演員（金獎）                                                                                      | 獲獎 | [ 46 ]                  |            |      |         |
| 2006                                               | 哈利波特：火盃的考驗     | 廣播影評人協會獎                                   | 妙麗·格蘭傑            | 最佳年輕演員（女）                                                                                          | 提名 | [ 51 ]                  |            |      |         |
| 2006                                               | 哈利波特：火盃的考驗     | MTV影視大獎                                        | 妙麗·格蘭傑            | 最佳搭檔 | 提名 | [ 52 ]                  |            |      |         |
| 2006                                               | 哈利波特：火盃的考驗     | 尼克頻道澳大利亞兒童選擇獎                         | 妙麗·格蘭傑            | 最喜愛電影女明星（Favourite Female Movie Star）                                                             | 提名 | [ 275 ]                 |            |      |         |
| 2007                                               | 哈利波特：鳳凰會的密令   | 英國國家電影獎                                     | 妙麗·格蘭傑            | 最佳女演員（Best Performance (Female)）                                                                     | 獲獎 | [ 61 ]                  |            |      |         |
| 2007                                               | 哈利波特：鳳凰會的密令   | 兒童票選獎                                         | 妙麗·格蘭傑            | 最佳電影女演員（Best Movie Actress）                                                                        | 獲獎 | [ 276 ]                 |            |      |         |
| 2008                                               | 哈利波特：鳳凰會的密令   | 帝國獎                                             | 妙麗·格蘭傑            | 最佳女主角                                                                                                  | 提名 | [ 277 ]                 |            |      |         |
| 2008                                               | 哈利波特：鳳凰會的密令   | 奧托獎                                             | 妙麗·格蘭傑            | 最佳電影女演員（金獎）                                                                                      | 獲獎 | [ 278 ]                 |            |      |         |
| 2009                                               | 哈利波特：混血王子的背叛 | 尖叫獎                                             | 妙麗·格蘭傑            | 最佳奇幻片女演员（Best Fantasy Movie Actress）                                                              | 提名 | [ 279 ]                 |            |      |         |
| 2010                                               | 哈利波特：混血王子的背叛 | MTV影視大獎                                        | 妙麗·格蘭傑            | 最佳女演員                                                                                                  | 提名 | [ 280 ]                 |            |      |         |
| 2010                                               | 哈利波特：混血王子的背叛 | 人民選擇獎                                         | 妙麗·格蘭傑            | 最喜歡的熒幕組合（Favorite On-Screen Team）                                                                 | 提名 | [ 281 ] [ 282 ]         |            |      |         |
| 2010                                               | 哈利波特：混血王子的背叛 | Teen材大獎                                         | 妙麗·格蘭傑            | 最佳科幻片女演員                                                                                            | 提名 | [ 283 ]                 |            |      |         |
| 2010                                               | 哈利波特：死神的聖物1    | 聖路易斯影評人協會獎                               | 妙麗·格蘭傑            | 特別功績（最佳場景、電影技術或其他令人難忘的方面或時刻） ※ 對於妙麗（屈臣）抹去父母對其記憶的「遺忘」場景。 | 提名 | （页面存档备份，存于）  |            |      |         |
| 2011                                               | 哈利波特：死神的聖物1    | 帝國獎                                             | 妙麗·格蘭傑            | 最佳女主角                                                                                                  | 提名 | [ 284 ] [ 285 ]         |            |      |         |
| 2011                                               | 哈利波特：死神的聖物1    | 金德比獎（Gold Derby Awards）                      | 妙麗·格蘭傑            | 最佳群戲（Best Ensemble Cast）                                                                              | 提名 | [ 284 ] [ 285 ]         |            |      |         |
| 2011                                               | 哈利波特：死神的聖物1    | 獎項巡迴賽社區（Awards Circuit Community）         | 妙麗·格蘭傑            | 最佳演員陣容（Best Cast Ensemble）                                                                          | 提名 | [ 284 ] [ 285 ]         |            |      |         |
| 2011                                               | 哈利波特：死神的聖物1    | 人民選擇獎                                         | 妙麗·格蘭傑            | 最喜愛電影明星（25歲以下）                                                                                  | 提名 | [ 286 ]                 |            |      |         |
| 2011                                               | 哈利波特：死神的聖物1    | 兒童票選獎                                         | 妙麗·格蘭傑            | 最喜愛電影女明星                                                                                            | 提名 | [ 287 ]                 |            |      |         |
| 2011                                               | 哈利波特：死神的聖物1    | 英國國家電影獎                                     | 妙麗·格蘭傑            | 年度表現獎（Performance of the Year）                                                                       | 提名 | [ 288 ]                 |            |      |         |
| 2011                                               | 哈利波特：死神的聖物1    | MTV影視大獎                                        | 妙麗·格蘭傑            | 最佳女演員（Best Female Performance）                                                                       | 提名 | [ 289 ]                 |            |      |         |
| 2011                                               | 哈利波特：死神的聖物1    | MTV影視大獎                                        | 妙麗·格蘭傑            | 最佳接吻 | 提名 | [ 289 ]                 |            |      |         |
| 2011                                               | 哈利波特：死神的聖物1    | MTV影視大獎                                        | 妙麗·格蘭傑            | 最佳打鬥場面                                                                                                | 提名 | [ 289 ]                 |            |      |         |
| 2011                                               | 哈利波特：死神的聖物1    | Teen材大獎                                         | 妙麗·格蘭傑            | 最佳科幻片女演員                                                                                            | 獲獎 | [ 290 ]                 |            |      |         |
| 2011                                               | 哈利波特：死神的聖物1    | Teen材大獎                                         | 妙麗·格蘭傑            | 銀幕之吻（Choice Movie: Liplock）                                                                           | 獲獎 | [ 289 ] [ 290 ]         |            |      |         |
| 2011                                               | 哈利波特：死神的聖物2    | Teen材大獎                                         | 妙麗·格蘭傑            | 暑期電影女演員（Choice Summer Movie: Female）                                                               | 獲獎 | [ 290 ]                 |            |      |         |
| 2011                                               | 哈利波特：死神的聖物2    | 尖叫奖                                             | 妙麗·格蘭傑            | 最佳奇幻片女演员                                                                                            | 提名 | [ 291 ]                 |            |      |         |
| 2011                                               | 哈利波特：死神的聖物2    | IGN暑期电影奖                                      | 妙麗·格蘭傑            | 最佳银幕组合                                                                                                | 提名 | [ 292 ]                 |            |      |         |
| 2011                                               | 哈利波特：死神的聖物2    | 圣地亚哥影评人协会奖                               | 妙麗·格蘭傑            | 最佳群体演出                                                                                                | 獲獎 | [ 293 ] [ 294 ]         |            |      |         |
| 2011                                               | 哈利波特：死神的聖物2    | 华盛顿影评人协会奖                                 | 妙麗·格蘭傑            | 最佳群戏 | 提名 | [ 295 ] [ 296 ]         |            |      |         |
| 2012                                               | 哈利波特：死神的聖物2    | 人民选择奖                                         | 妙麗·格蘭傑            | 最受欢迎电影群体演出                                                                                        | 獲獎 | [ 297 ]                 |            |      |         |
| 2012                                               | 哈利波特：死神的聖物2    | 人民选择奖                                         | 妙麗·格蘭傑            | 最受欢迎25岁以下电影明星                                                                                    | 提名 | [ 297 ]                 |            |      |         |
| 2012                                               | 哈利波特：死神的聖物2    | 儿童选择奖                                         | 妙麗·格蘭傑            | 最受欢迎电影女演员                                                                                          | 提名 | [ 298 ]                 |            |      |         |
| 2012                                               | 哈利波特：死神的聖物2    | 土星奖                                             | 妙麗·格蘭傑            | 最佳女配角                                                                                                  | 提名 | [ 299 ]                 |            |      |         |
| 2012                                               | 哈利波特：死神的聖物2    | MTV影視大獎                                        | 妙麗·格蘭傑            | 最佳女演员                                                                                                  | 提名 | [ 300 ] [ 301 ] [ 302 ] |            |      |         |
| 2012                                               | 哈利波特：死神的聖物2    | MTV影視大獎                                        | 妙麗·格蘭傑            | 最佳银幕之吻                                                                                                | 提名 | [ 300 ] [ 301 ] [ 302 ] |            |      |         |
| 2012                                               | 哈利波特：死神的聖物2    | MTV影視大獎                                        | 妙麗·格蘭傑            | 最佳群体演员                                                                                                | 獲獎 | [ 300 ] [ 301 ] [ 302 ] |            |      |         |
| 2012                                               | 少年自讀日記             | 薩曼莎·「山姆」·巴頓 （Samantha "Sam" Button）     | 波士顿影评人协会奖     | 最佳女配角                                                                                                  | 提名 | [ 303 ]                 |            |      |         |
| 2012                                               | 少年自讀日記             | 薩曼莎·「山姆」·巴頓 （Samantha "Sam" Button）     | 圣地牙哥影评人协会奖   | 最佳群体表演                                                                                                | 獲獎 | [ 304 ]                 |            |      |         |
| 2012                                               | 少年自讀日記             | 薩曼莎·「山姆」·巴頓 （Samantha "Sam" Button）     | 圣地牙哥影评人协会奖   | 最佳女配角                                                                                                  | 獲獎 | [ 304 ]                 |            |      |         |
| 2012                                               | 少年自讀日記             | 薩曼莎·「山姆」·巴頓 （Samantha "Sam" Button）     | 圣路易斯影评人协会奖   | 最佳女配角                                                                                                  | 提名 | [ 305 ]                 |            |      |         |
| 2012                                               | 少年自讀日記             | 薩曼莎·「山姆」·巴頓 （Samantha "Sam" Button）     | 凤凰城影评人协会奖     | 女配角 | 提名 | [ 306 ]                 |            |      |         |
| 2012                                               | 少年自讀日記             | 薩曼莎·「山姆」·巴頓 （Samantha "Sam" Button）     | 印第安纳电影记者协会奖 | 最佳女配角                                                                                                  | 提名 | [ 307 ]                 |            |      |         |
| 2013                                               | 少年自讀日記             | 薩曼莎·「山姆」·巴頓 （Samantha "Sam" Button）     | 人民选择奖             | 最受欢迎剧情电影女演员                                                                                      | 獲獎 | [ 308 ]                 |            |      |         |
| 2013                                               | 少年自讀日記             | 薩曼莎·「山姆」·巴頓 （Samantha "Sam" Button）     | 儿童选择奖             | 最受欢迎英国女演员                                                                                          | 獲獎 | [ 309 ] [ 310 ]         |            |      |         |
| 2013                                               | 少年自讀日記             | 薩曼莎·「山姆」·巴頓 （Samantha "Sam" Button）     | MTV电影大奖            | 最佳女演员                                                                                                  | 提名 | [ 311 ]                 |            |      |         |
| 2013                                               | 少年自讀日記             | 薩曼莎·「山姆」·巴頓 （Samantha "Sam" Button）     | MTV电影大奖            | 最佳银幕之吻                                                                                                | 提名 | [ 312 ]                 |            |      |         |
| 2013                                               | 少年自讀日記             | 薩曼莎·「山姆」·巴頓 （Samantha "Sam" Button）     | MTV电影大奖            | 最佳音乐片段                                                                                                | 提名 | [ 313 ]                 |            |      |         |
| 2013                                               | 少年自讀日記             | 薩曼莎·「山姆」·巴頓 （Samantha "Sam" Button）     | MTV电影大奖            | 先锋奖 | 獲獎 | [ 314 ] [ 315 ]         |            |      |         |
| 2013                                               | 少年自讀日記             | 薩曼莎·「山姆」·巴頓 （Samantha "Sam" Button）     | 青少年选择奖           | 正剧电影女主角                                                                                              | 獲獎 | [ 316 ]                 |            |      |         |
| 2013                                               | 少年自讀日記             | 薩曼莎·「山姆」·巴頓 （Samantha "Sam" Button）     | 青少年选择奖           | 选择电影之吻                                                                                                | 提名 | [ 317 ]                 |            |      |         |
| 2013                                               | 少年自讀日記             | 薩曼莎·「山姆」·巴頓 （Samantha "Sam" Button）     | 青少年选择奖           | 选择时尚偶像                                                                                                | 提名 | [ 317 ]                 |            |      |         |
| 2014                                               | 星級末日                 | 她本人                                             | 人民选择奖             | 最受欢迎喜剧电影女演员                                                                                      | 提名 | [ 318 ]                 |            |      |         |
| 2014                                               | 挪亞：滅世啟示           | 伊拉（Ila）                                        | 青少年选择奖           | 正剧电影女主角                                                                                              | 提名 | [ 319 ]                 |            |      |         |
| 2014                                               | 不適用                   | 不適用                                             | 大不列颠奖             | 年度英国艺术家                                                                                              | 獲獎 | [ 9 ]                   |            |      |         |
| 2014                                               | 不適用                   | 不適用                                             | 英国时尚奖             | 最佳英国风                                                                                                  | 獲獎 | [ 187 ]                 |            |      |         |
| 2017                                               | 美女與野獸               | 貝兒                                               | MTV影視大獎            | 最佳電影演員                                                                                                | 獲獎 | [ 320 ]                 |            |      |         |
| 2017                                               | 美女與野獸               | 貝兒                                               | MTV影視大獎            | 最佳吻戲 | 提名 | [ 320 ]                 |            |      |         |
| 2017                                               | 美女與野獸               | 貝兒                                               | 青少年票選獎           | 電影選擇獎：奇幻片女演員                                                                                    | 獲獎 | [ 321 ]                 |            |      |         |
| 2017                                               | 美女與野獸               | 貝兒                                               | 青少年票選獎           | 電影選擇獎：最佳組合                                                                                        | 獲獎 | [ 321 ]                 |            |      |         |
| 2017                                               | 美女與野獸               | 貝兒                                               | 青少年票選獎           | 最佳接吻場景                                                                                                | 獲獎 | [ 321 ]                 |            |      |         |
| 2017                                               | 直播風暴                 | 梅·賀蘭（Mae Holland）                             | 青少年票選獎           | 電影選擇獎：劇情片女演員                                                                                    | 獲獎 | [ 321 ]                 |            |      |         |